# Río Kichi-Murudzhu
El río Kichi-Murudzhu o Kitche-Murudzhu (en ruso: Кичи-Муруджу, Китче-Муруджу) es un río del Gran Cáucaso en el distrito de Karacháyevsk de la república de Karacháyevo-Cherkesia del sur de Rusia, en la reserva natural de Teberdá. Es afluente por la orilla derecha del río Klujor (más tarde Gonachjir), componente del río Teberdá, afluente del río Kubán.
En una expedición en el valle de este río murió el alpinista soviético Yuri Granilshikov

## Curso
Nace en las vertientes septentrionales de la cordillera principal del Cáucaso, al norte del paso de Klujor, cerca de la frontera con Georgia/Abjasia. Su curso, de 10 km de longitud, discurre por un estrecho valle de alta montaña inicialmente en dirección noroeste para luego girar al suroeste. A falta de aproximadamente un kilómetro de desembocar en la orilla derecha del Klujor, discurre paralelo por el valle de este último.

## Frontera
El control fronterizo del lado ruso de la carretera militar de Sujumi se halla en el puente sobre este río, poco antes de la desembocadura en el Klujor.